# Emil Fritz
Emil Fritz (* 25. März 1877 in Bühl; † 25. Juli 1954 in Bremen) war ein deutscher Gastronom und Varietébesitzer.

## Biografie
Fritz war der Sohn eines Hutmachers. In seiner Jugend lebte er kurzzeitig in den USA, hatte wechselnde Tätigkeiten, ehe er dann Seemann wurde und von 1897 bis 1899 bei der Kaiserlichen Marine beschäftigt war. 1900 zog er nach Bremen und arbeitete als Kellner. 1903 eröffnete er das Café Fritz am Bremen Hafen. Von 1904 bis 1908 betrieb er in Bremen das Café Française in der Hafenstraße.
1908 pachtete Fritz ein Restaurant mit Varieté-Konzession in der Katharinenstraße, das er umbaute. Am 5. September 1908 eröffnete er das Varieté mit dem Namen Astoria. Er erweiterte den Betrieb bis 1929 um mehrere Gesellschaftsräume und einen Saal und er entwickelte das Varieté zu einer renommierten, überregionalen Adresse. Stars wie Claire Waldoff und Otto Reutter traten auf.
1914 übernahm er zudem das Café Roland in der Knochenhauerstraße und wandelte es zum Café Atlantic als Konzertcafé und Kleinkunstbühne um.
1932 erhielt die NSDAP Spenden von Emil Fritz. Im Bremer Staatsarchiv findet sich ein Foto, das ein Hitler-Portrait mit Hakenkreuz an der Hausfassade des Café Atlantic in der Knochenhauerstraße zeigt – Fritz bekannte sich im August 1933 demonstrativ zu den neuen Machthabern. 1937 trat er in die NSDAP ein. Mit dem NS-Bürgermeister Heinrich Böhmcker traf Emil Fritz regelmäßig zu Skatabenden zusammen, Böhmcker verbrachte schließlich manche Bombennacht im Jagdhaus von Fritz in Sottrum.
Im Oktober 1944 wurden beide Häuser bei einem britischen Bombenangriff zerstört. Nach dem Ende des Krieges wurde im Entnazifizierungsverfahren Fitz zunächst als „belastet“ dann als „Widerstandskämpfer“ eingestuft. Bremen kaufte sein Trümmergrundstück aus der Knochenhauerstraße. Er finanzierte damit den Wiederaufbau der zerstörten Varieté-Spielstätte an ihrem alten Standort. Der Weser-Kurier berichtete 65 Jahre später in einem Rückblick: „Wie ein Phönix aus der Asche“ sei das Astoria 1950 neu erstanden. Die Jahre des Nationalsozialismus werden in den meisten Chroniken des Astoria mit Schweigen übergangen.
Der gute Ruf des Astoria stellte sich nach 1950 schnell wieder ein und Stars wie Zarah Leander, Marika Rökk, Heinz Erhardt und Trude Herr sowie Udo Jürgens traten u. a. auf. Sein Sohn Wolfgang Fritz und dessen Stiefmutter Elisabeth Fritz führten den Betrieb von 1954 bis 1959 fort. Elisabeth Fritz führte das Astoria bis 1967/68 weiter und verkaufte dann das Grundstück an die Brauerei Beck’s.